# Néa Ellīnikí Radiofonía, Ínternet kai Tīleórasī

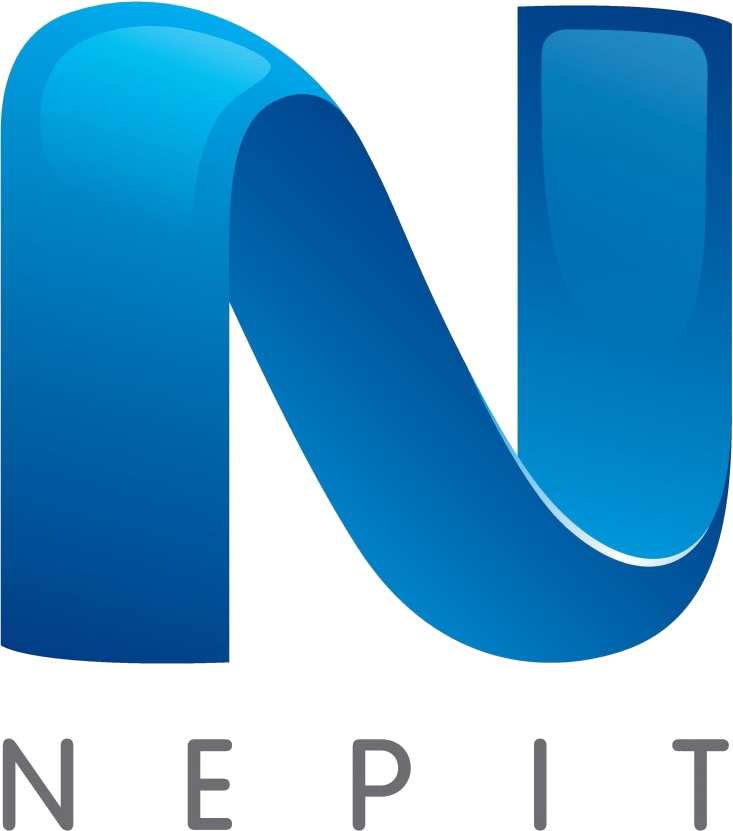
Logo NERIT

Nowe Helleńskie Radio, Internet i Telewizja, Néa Ellīnikí Radiofonía, Ínternet kai Tīleórasī (NERIT) (gr. Νέα Ελληνική Ραδιοφωνία, Ίντερνετ και Τηλεόραση; NEPIT) –  były grecki nadawca publiczny. 
Powstał 11 lipca 2013, decyzją rządu greckiego w celu zastąpienia wcześniejszego nadawcy ERT. W 2015 roku zapadła decyzja o zastąpieniu NERIT dawnym nadawcą ERT. 11 lipca 2015 o godzinie 6.00 czasu greckiego wszystkie kanały NERIT zakończyły nadawanie.

## Historia
11 czerwca 2013 rząd Grecji ogłosił zamiar zamknięcia ERT z powodu niesprawiedliwych rekrutacji w ciągu ostatnich 30 lat usług, przydzielania pracy osobom bez stopni naukowych i bez zdanego egzaminu ASEP. 10 lipca 2013, po 28 dniach nadawania pustki na kanałach cyfrowych ERT, usługa przejściowa rozpoczęła nadawanie na częstotliwościach ERT jako ΕDΤ (Elliniki Dimosia Tileorasi - Grecka Telewizja Publiczna). 4 maja 2014 zmieniono nazwę z EDT na NERIT.

## Kanały telewizyjne i stacje radiowe

### Kanały telewizyjne
- NERIT1 (ΝΕΡΙΤ1) - pierwszy kanał greckiej telewizji, został zastąpiony ERT1
- N Plus (Ν ΣΥΝ/N+) - drugi kanał greckiej telewizji, został zastąpiony ERT2
- N HD (N HD) - emitował on programy z kanałów NERIT1 i N Plus.
- N Sports (Ν Σπορ) - kanał sportowy.

### Stacje radiowe
- Stacja 1 (Προγραμ 1)
- Stacja 2 (Προγραμ 2)
- Stacja 3 (Προγραμ 3)
- Kosmos (Κόσμο)
- NERIT Macedonia, 102FM (ΝΕΡΙΤ Μακεδονίας, 102FM)